# Monke Herbert Rauer
Monke Herbert Rauer (* 1966) ist ein deutscher Bildhauer und Maler. Er ist ausgebildeter Steinbildhauer. Rauer lebt und arbeitet in Osnabrück.

## Werk

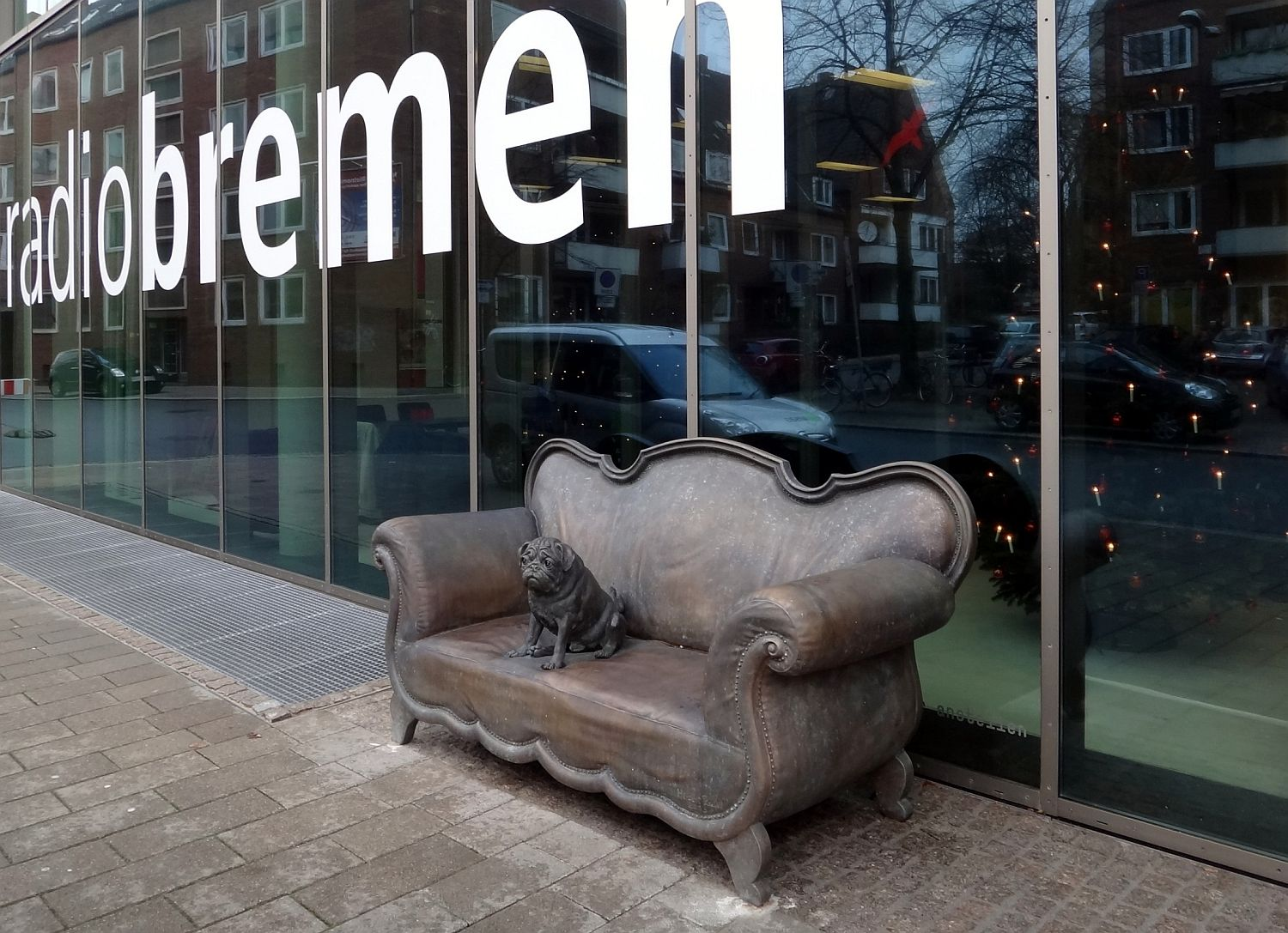
Loriot-Sofa vor dem Funkhaus Radio Bremen

Neben seinen fotorealistischen Malereien ist ein Schwerpunkt seiner Arbeit die Skulptur. Sein bevorzugtes Arbeitsmaterial neben Stein ist Aluminium, das er als Bildträger für seine Malerei oder auch im Knick- oder Gussverfahren in den Skulpturen einsetzt.
Rauer schuf im Auftrag des Fördervereins Alt Stuttgart eine Replik des Ceresbrunnens von Ulfert Janssen, der am 29. März 2009 seiner Bestimmung übergeben wurde. Außerdem schuf er 2013 das Loriotsofa mit Mops vor dem Funkhaus von Radio Bremen nach einem Foto des Originals. Die Plastik wurde zum 90. Geburtstag von Loriot am 10. November 2013 aufgestellt. Rauer provozierte 2003 einen Streik der bei der Tageszeitung taz beschäftigten Frauen, als er in einem Gemälde eine Banane in einer Vagina verschwinden ließ und dieses Gemälde in der taz reproduziert wurde. Daraufhin legten die Mitarbeiterinnen der Zeitung ihre Arbeit nieder.

## Werke (Auswahl)
- 2009: Ceresbrunnen (Stuttgart)
- 2013: Loriot-Sofa als Bronzedenkmal, Bremen
- 2019: „Pink hand“ painting[5]

## Ausstellungen
- 2022: Retrospektive Akt 1 „Alles Banane“, Akt 2 „Hot Love“ und Akt 3 „Vergiss es“[6]

## Gruppenausstellungen
- 2006: Kunsthalle Dominikanerkirche, Osnabrück, Gruppenausstellung[7]
- 2008: Stadtgalerie, Osnabrück[8]
- 2019: Skulpturgalerie, Osnabrück[9]